# 大梁山隧道 (大张高铁)
大梁山隧道是中华人民共和国大张客运专线（大张高铁）的一条隧道，也是全线的控制性工程，连接了山西省大同市天镇县天镇站与河北省张家口市怀安县怀安站，全长13395m，2015年11月18日动工，2019年3月21日贯通，同年12月30日随大张高铁通车，并获国家优质工程金奖。